# The Maid I Hired Recently Is Mysterious
Saikin Yatotta Meido ga Ayashī (яп. 最近雇ったメイドが怪しい), так же известен как Моя новая горничная очень подозрительна, серия японской манги написанная и проиллюстрированная Вакаме Конбе. Дебютировала как веб-комикс в 2019 году до того, как стал выпускаться в январе 2020 года в журнале Square Enix — Monthly Gangan Joker. По состоянию на сентябрь 2022 года серия разделена на шесть томов танкобонов. Манга была адаптирована аниме-сериалом студиями Silver Link и Blade, выходила в эфир с июля по октябрь 2022 года.

## Персонажи
Юри (яп. ゆうり Yūri)
Сэйю: Саори Хаями (японский); Мэйси Энн Джонсон (английский)
Главный герой мужского пола. Мальчик из богатой семьи. Юри потерял родителей в результате автомобильной аварии и за ним начала присматривать новая таинственная горничная по имени Лилит. Он часто бывает в старом кабинете своего отца, независимо от его деятельности. В качестве примера можно привести случай, когда Юри не понимает, что влюбился в Лилит и воспринимает её действия, как подозрительные, непроизвольно выдавая своё влечение к ней, что приводит её в замешательство и ещё больше привязывая к себе.
Лилит (яп. リリス Ririsu)
Сэйю: Риэ Такахаси (японский); Натали Ван Систин (английский)
Главный герой женского пола. Загадочная и красивая горничная с цветом оливковой кожи и сверкающими фиолетовыми цветом глаз. У неё две родинки под правым глазом и родинка на одной стороне груди. Была знакома с родителями Юри. После их смерти, она стала заботить о нём. Она часто поддразнивает Юри, но сама смущается из-за его непроизвольных признаний в симпатии к ней. Возраст Лилит не указан, но она подросток.
Цукаса Годзёин (яп. 五条院 つかさ Gojōin Tsukasa)
Сэйю: Юи Хориэ (японский); Келси Махер (английский)
Сверстница и одноклассница Юри. Поклонница романтической манги и романов, она поддерживает и фантазирует о «запретных отношениях» между Юри и его горничной. Потребовалось два откровенных объяснения Юри, чтобы убедить его в том, что он действительно любит Лилит.
Фудзисаки  (яп. 藤崎)
Сэйю: Микако Комацу; Кори Петтит (английский)
Дворецкая семьи Цукаса, одноклассница Лилит по школе-интернату. К своему огорчению, она постоянно сталкивается с любовью Цукасы к романтической фантастике. Она регулярно угрожает уволиться, когда Цукаса пытается заставить её одеваться в женскую одежду.
Нацумэ Накасима (яп. 中島 ナツメ Nakashima Natsume)
Сэйю: Мию Томита; Кристи Ротрок (английский)
Ещё одна служанка и бывшая коллега Лилит, которая пытается её вернуть к бывшей работодательнице. Она также питает романтические чувства к Лилит.

## Медиа

### Манга
Автор и иллюстратор Вакаме Конбу. Манга дебютировала как веб-комикс в 2019 году до того, как стал выпускаться 22 января 2020 года в журнале Square Enix — Monthly Gangan Joker. По состоянию на сентябрь 2022 года серия разделена на шесть томов танкобонов In North America, Yen Press has licensed the series for English publication..

#### Список томов
| № | Японский              | Японский               | Английский            | Английский             |
| № | Дата публикации       | ISBN                   | Дата публикации       | ISBN                   |
| - | --------------------- | ---------------------- | --------------------- | ---------------------- |
| 1 | 22 апреля 2020 года   | ISBN 978-4-75-756618-7 | 13 июля 2021 года     | ISBN 978-1-97-532476-6 |
| 2 | 21 августа 2020 года  | ISBN 978-4-75-756805-1 | 25 января 2022 года   | ISBN 978-1-97-532478-0 |
| 3 | 22 января 2021 года   | ISBN 978-4-75-757043-6 | 28 июня 2022 года     | ISBN 978-1-97-534464-1 |
| 4 | 20 июля 2021 года     | ISBN 978-4-75-757230-0 | 22 ноября 2022 года   | ISBN 978-1-97-534741-3 |
| 5 | 22 февраля 2022 года  | ISBN 978-4-75-757603-2 | 23 мая 2023 года      | ISBN 978-1-97-536133-4 |
| 6 | 22 сентября 2022 года | ISBN 978-4-75-758149-4 | 22 августа 2023 года  | ISBN 978-1-97-537199-9 |
| 7 | 22 июля 2023 года     | ISBN 978-4-75-758679-6 | 17 сентября 2024 года | ISBN 979-8-85-540239-1 |
| 8 | 21 ноября 2024 года   | ISBN 978-4-75-759521-7 | —                     |                        |

### Аниме
Адаптация аниме-сериала была анонсирована 17 мая 2022 года. Создан студиями Silver Link и Blade, режиссёром сериала стал Мисудзу Хосино. Мирай Минато стал в качестве главного режиссёра и сценаристом, разработка дизайном персонажей Мачи Йошино, а Кодзи Фудзимото и Осаму Сасаки написали музыку. Эпизоды транслировались с 24 июля по 9 октября 2022 года на телеканалах TV Asahi в сети «Asahi Broadcasting Corporation» и в блоке программ на телеканале ANiMAZiNG!!!. Открывающую песню "Su, Suki Janai!" (яп. す、好きじゃない!, "Я- Я не люблю тебя!") была спета ≠Me!!!, в то время как завершающей песней является "Himitsu no Niwa no Futari" (яп. 秘密の庭のふたり, "Два человека в тайном саду") в исполнении Юи Хориэ. Американская компания Crunchyroll лицензировала сериал и транслирует его вместе дублированием на английском языке.

#### Список эпизодов
| №  | Название . | Режиссёр        | Автор сценария | Storyboarded by                                | Дата премьеры         |
| -- | --- | --------------- | -------------- | ---------------------------------------------- | --------------------- |
| 1  | «The Maid I Hired Recently Is Mysterious («Моя новая горничная очень подозрительна»)» транслит..: «Saikin Yatotta Meido ga Ayashī» (ориг..: 最近雇ったメイドが怪しい)                                             | Мисудзу Хосино  | Мирай Минато   | Мисудзу Хосино                                 | 24 июля 2022 года     |
| 2  | «The Young Master, the Cat, and the Morning Glory («Юный господин, вьюнок и кот»)» транслит..: «Bōchama to Neko to Asagao to» (ориг..: 坊ちゃまと猫と朝顔と)                                                      | Такахиро Хирата | Нанами Хосино  | Рин Тераока                                    | 31 июля 2022 года     |
| 3  | «Gojouin Tsukasa Is Precocious («Годжуин Цукаса предполагает…»)» транслит..: «Gojōin Tsukasa wa Omase-san de aru» (ориг..: 五条院つかさはおマセさんである)                                                        | Мисудзу Хосино  | Мирай Минато   | Тецуро Амино                                   | 14 августа 2022 года  |
| 4  | «Does the Young Master Like Pudding? («Как вам пудинг, юный господин?»)» транслит..: «Bōchama wa Purin ga Osuki?» (ориг..: 坊ちゃまはプリンがお好き？)                                                            | Масаси Абэ      | Нанами Хосино  | Мисудзу Хосино                                 | 21 августа 2022 года  |
| 5  | «My Precious... («Моё сокровище»)» транслит..: «Boku no Daijina...» (ориг..: 僕の大事な…) | Рин Тераока     | Мисаки Мориэ   | Рин Тераока                                    | 28 августа 2022 года  |
| 6  | «The Maid I Hired Recently Is Weird!? («Я нанял какую-то странную горничную»)» транслит..: «Saikin Yatotta Meido ga Okashī!?» (ориг..: 最近雇ったメイドがおかしい!?)                                              | Наоки Хисикава  | Мисаки Мориэ   | Miyana Okita                                   | 4 сентября 2022 года  |
| 7  | «Not in My Textbook («В учебнике про это не было»)» транслит..: «Kyōkasho ni Nottenai» (ориг..: 教科書に載ってない)                                                                                               | Мичита Шираиши  | Митико Ёкотэ   | Тецуро Амино                                   | 11 сентября 2022 года |
| 8  | «The Girl With the Purple Eyes («Её фиалковые глаза»)» транслит..: «Murasakiiro no Hitomi no Shōjo» (ориг..: 紫色の瞳の少女)                                                                                      | Юси Ибе         | Нанами Хосино  | Хироаки Йошикава                               | 18 сентября 2022 года |
| 9  | «Complicated, Convoluted, Perplexing, Honest Feelings («Сложные и запутнные, но искренние чувства»)» транслит..: «Hanzatsu de Fukuzatsuna Irikunda Sunao na Kimochi» (ориг..: 煩雑で複雑な入り組んだ素直な気持ち) | Цутому Мураками | Митико Ёкотэ   | Хикару Такеучи, Кодзи Ёсикава, Цутому Мураками | 25 сентября 2022      |
| 10 | «For Whom Do the Stars Fall («Звездопад для тебя»)» транслит..: «Dare ga Tame ni Hoshi wa Nagareru» (ориг..: 誰がために星は流れる)                                                                                | Такахиро Хирата | Нанами Хосино  | Такахиро Хирата                                | 2 октября 2022 года   |
| 11 | «It Must Have Always Been... («Как и было всегда...»)» транслит..: «Kitto Ano Toki kara Zutto...» (ориг..: きっとあの時からずっと…)                                                                               | Мисудзу Хосино  | Мирай Минато   | Тецуро Амино                                   | 9 октября 2022 года   |

## Критика
В 2020 году манга была номинирована на 6-ю премию Next Manga Award в категории «Печать» и 9-е место среди 50 номинатов.

## Заметки
1. ↑  Указана как Главный режиссёр (яп. 総監督 Sō Kantoku).
2. 1 2  Asahi Broadcasting Corporation и TV Asahi указали время премьеры сериала как 26:00, что соответствует 02:00 по Японскому стандартному времени (JST) 24 июля.
3. ↑  Все английские названия взяты с Crunchyroll[30]
4. 1 2 3  Информация взята из заключительных титров каждого эпизода.
5. ↑  Этот эпизод был показан в 02:20, Через 20 минут после выхода в эфир на All-Nippon News Network[яп.].
6. 1 2 3  Этот эпизод был показан в 02:30, Через 30 минут после первоначального времени выхода в эфир на All-Nippon News Network